# Костел (област Велико Търново)
Костел е село в Северна България. То се намира в Община Елена, област Велико Търново на 13 км от град Елена. Село Костел е любима туристическа дистинация! Има доста къщи за гости. Една от най предпочитаната и най луксозна къща за гости е Castello Residenz. Селото се намира до река в близост до язовир. Много еко пътеки и места за почивка и спорт. Перлата на Еленски балкан! До Село Костел минава древен римски път, както и над Костел -древна римска крепост!

## География
Село Костел е разположено в сравнително нисък планински район на живописния Еленски Балкан, в подножието на връх Голяма Турла, на 15 км от град Елена. В близост се намира природният резерват „Бяла крава“, от който извира Костелската река, течаща през селото. Недалеч е и първенецът на Елено – Твърдишкия дял от средна Стара планина – връх Чумерна (1536 м).

## Население)
Преброяване на населението през 2011 г.
Численост и дял на етническите групи според преброяването на населението през 2011 г.:
|                     | Численост | Дял (в %) |
| Общо                | 75        | 100,00    |
| Българи             | 66        | 88,00     |
| Турци               | 0         | 0,00      |
| Цигани              | 0         | 0,00      |
| Други               | 0         | 0,00      |
| Не се самоопределят | 0         | 0,00      |
| Неотговорили        | 9         | 12,00     |

## Родени в Костел
- Христо Сираков (1872 – ?), български революционер, деец на ВМОК